# Fanny Cornforth

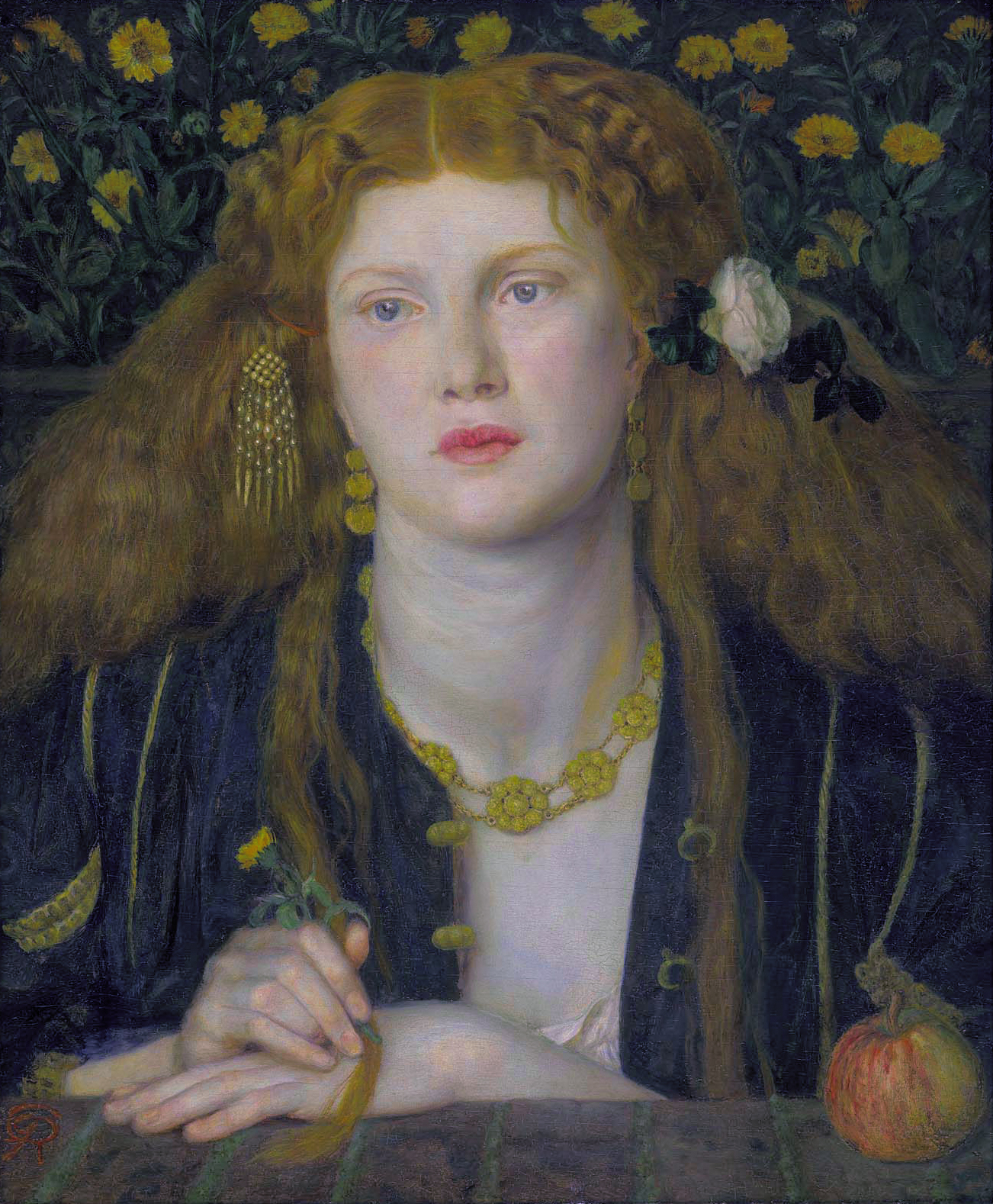
Bocca Baciata.

Fanny Cornforth (3 de enero de 1835 - 24 de febrero de 1909) fue una mujer británica modelo y amante del pintor prerrafaelita Dante Gabriel Rossetti. Más tarde, Cornforth ejerció como ama de llaves para Rossetti.
William Michael Rossetti, el hermano del artista, escribió que "era eminentemente una mujer buena con características regulares y dulces, y con una masa del cabello rubio más precioso– ligero-dorado, o 'cosecha amarilla' ".
En las pinturas de Rossetti, las figuras modeladas a partir de Fanny Cornforth son generalmente bastante voluptuosas, difiriendo de otras modelos más esbeltas como Jane Morris y Elizabeth Siddal.

## Biografía

### Primeros años

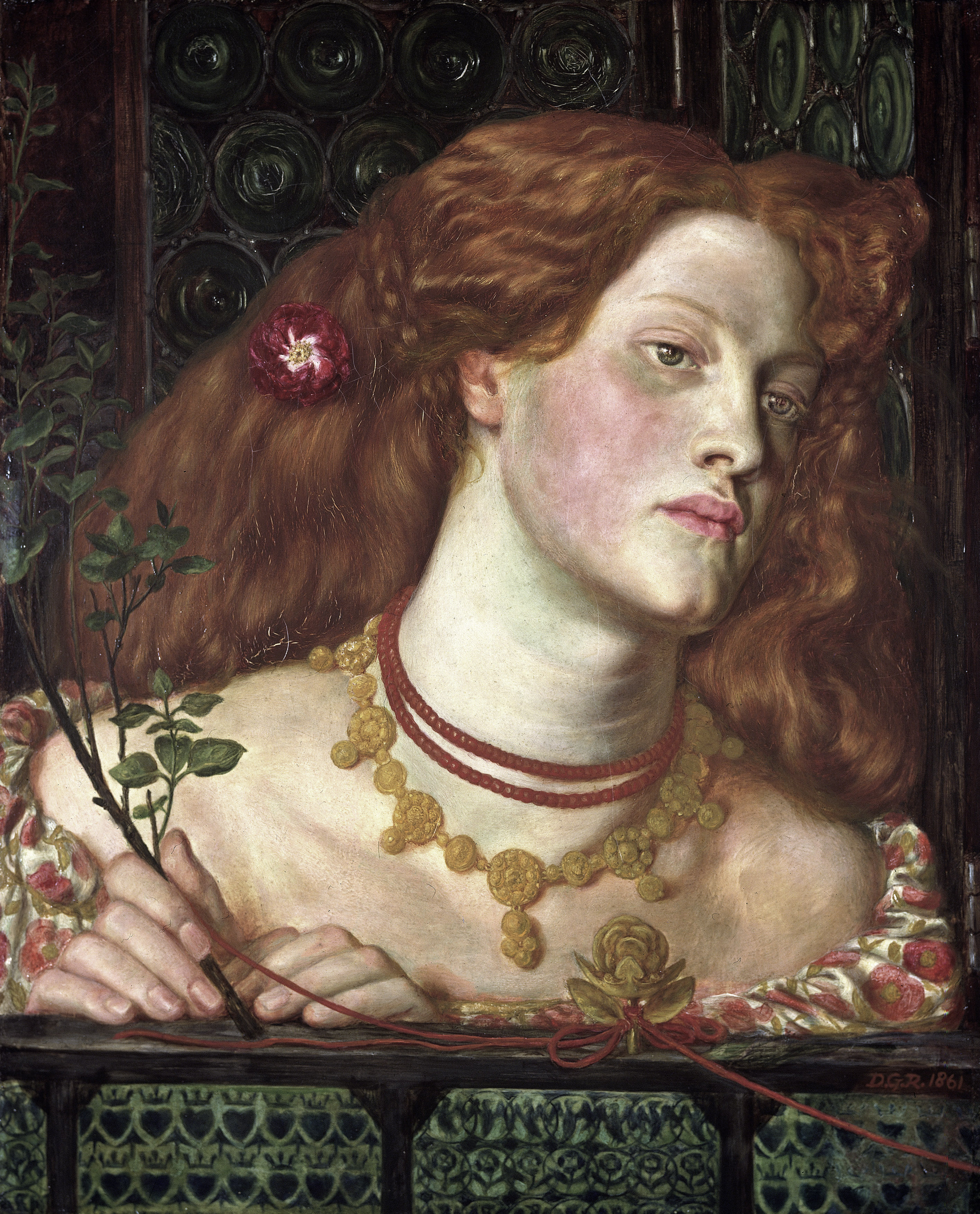
Fair Rosamund, por Rossetti, modelada a partir de Fanny Cornforth.

Se cree que el nombre real de Cornforth era Sarah Cox, y que nació en Steyning, West Sussex, hija de un herrero. Consta en el censo de 1851 viviendo en Brighton, trabajando como sirvienta en una casa.

### Relación con Rossetti
Cornforth conoció a Rossetti en 1856, y se convirtió en su modelo y amante en ausencia de Elizabeth Siddal con quien Rossetti se casó en 1860, bajo la impresión de que estaba moribunda. Muchos biógrafos presumen que a Siddal le desagradaba Cornforth, pero no hay ninguna prueba de que Siddal incluso supiera de su existencia. Cornforth posó por primera vez como modelo para la cabeza de la figura principal en la pintura Encontrada, lo cual ella más tarde describió, diciendo "puso mi cabeza contra la pared y la dibujó para la cabeza del cuadro del ternero".
Tres meses después de la boda de Rossetti, Cornforth se casó con un mecánico llamado Timothy Hughes, pero la unión fue corta y pronto se separaron. No se sabe exactamente cuándo adoptó el nombre "Fanny Cornforth", pero Cornforth era el apellido del padrastro de su primer marido, el cual tomó como su apellido.
Después de la muerte de Siddal en 1862, Cornforth se mudó a casa del viudo Rossetti como su ama de llaves. Su relación duraría hasta la muerte de Rossetti. La mayor parte de ese tiempo el artista mantuvo una relación paralela con Jane Morris que estaba casada con su colega, William Morris. Su relación adúltera no fue hecha pública pero su relación con Cornforth sí era bien conocida.
Cornforth procedía de la clase trabajadora rural de la sociedad inglesa. Su acento tosco y carencia de educación impresionaban a los amigos y familia de Rossetti. El hermano de Rossetti William Michael Rossetti alabó su belleza, pero dijo "no tenía ningún encanto de crianza, educación, o intelecto". Muchos nunca la aceptaron y presionaron a Rossetti para que la dejara. A lo largo de su convivencia, Cornforth ganó peso. Mucho ha sido dicho sobre ello por biógrafos, pero las crecientes dimensiones de ambos favorecieron chistes mutuos entre Rossetti y Cornforth. Cariñosamente él la llamaba "Mi querido elefante" y ella a él "Rinoceronte". Cuando estaban separados, el artista dibujaba caricaturas de elefantes y se las enviaba, a menudo firmadas como "Viejo Rinoceronte".
Después de que la salud de Rossetti empezara a declinar seriamente, su familia se implicó más directamente en su vida. Cornforth fue forzada a dejar la casa de Rossetti en 1877. El artista pagó una casa para ella cercana, y le escribió "eres la única persona a la que debo cuidar, y puedes estar segura de que haré todo lo posible mientras haya aliento en mi cuerpo o un penique en mi monedero". Le regaló muchas de sus pinturas, asegurándose que su propiedad legal estuviera documentada.

### Segundo matrimonio
Su marido separado había muerto en 1872. Al apartarse de Rossetti, inició un romance con John Schott, un tabernero de familia de actores. Schott se divorció de su primera mujer, quien ya vivía en un matrimonio bígamo con otro hombre, para casarse con Fanny casi inmediatamente después del divorcio, en noviembre de 1879. Regentaron la Rose Tavern en Jermyn Street, Westminster, Londres. Cornforth no obstante regresó varias veces con Rossetti para cuidarle, acompañándole a Cumbria en 1881. Después de la muerte de Rossetti, ella y su marido abrieron una galería Rossetti en 1883 para vender algunos de los cuadros que poseía. Su marido John murió en 1891, después de lo cual quedó viviendo con su hijastro Frederick. Durante este periodo fue visitada por el coleccionista de Rossetti Samuel Bancroft, quien pudo comprarle los cuadros y recuerdos que todavía tenía. Su correspondencia con Bancroft se conserva en su mayor parte en su colección en el Museo de Arte de Delaware.

### Años finales
Después de la muerte de su hijastro en 1898, se trasladó a Sussex para quedarse con la familia de su marido. Por 1905 aparentemente empezaba a mostrar síntomas de demencia senil, y era atendida por su cuñada, la actriz Rose Villiers quien finalmente la ingresó en la workhouse de West Sussex contra su voluntad. El 30 de marzo de 1907 fue admitida en el West Sussex County Lunatic Asylum, en cuyos registros consta que sufría "manía senil, confusión, debilidad mental y una incapacidad para sostener una conversación racional, una memoria pobre e insomnio". Permaneció en el psiquiátrico lo que le quedaba de vida. Después de una caída accidental en que se rompió un brazo en septiembre de 1907 empezó a declinar más y contrajo bronquitis en septiembre de 1908. Murió el 24 de febrero de 1909 de neumonía a los 74 años. Está enterrada en el cementerio del distrito pero en una fosa común pagada por el asilo. Según el The Guardian, '[...] Su biógrafa, la historiadora del arte Kirsty Stonell Walker, la localizó a través de los registros del antiguo Graylingwell Hospital en Chichester, ahora almacenados en la oficina de registros de West Sussex'.

## Función de Fanny Cornforth en el arte Prerrafaelita
Aparece en al menos 60 óleos, acuarelas, pasteles o dibujos a lápiz de Rossetti. Las pinturas incluyen:

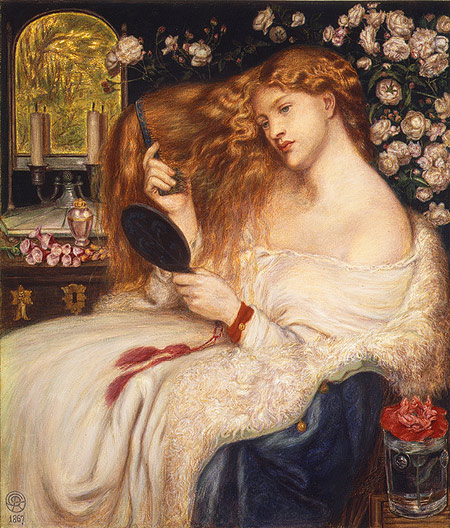
Lady Lilith

- Bocca Baciata, por Rossetti (1859)
- Lucrezia Borgia, por Rossetti (1861)
- Fair Rosamund (1861)
- Fazio  Mistress (Aurelia) (1863–73)
- La cinta azul (1865)
- Lady Lilith (1867)
- Encontrada (1859-1869) inacabado
- El Santo Grial (1874)

Una pintura al óleo circular pequeña, 9¾ pulgadas de diámetro, hecha en 1862 y ahora en la Real Academia, Londres es un inusual (posiblemente único) retrato directo pintado por Rossetti -en lugar de idealizarla como modelo, lo cual era lo normal.
Rossetti sustituyó  las características de otra modelo, Alexa Wilding por las de Fanny Cornforth en Lady Lilith (1864–68) por ejemplo, y sus grandes parecidos, hacen que haya que tomar cuidado al nominar estos modelos.
Los muchos dibujos de Rossetti incluyen:
- Fanny Cornforth, grafito sobre papel (1859).

Algunos retratos dibujados a tiza incluyen uno trazado en 1874 en papel verde pálido, 22 x 16 en. Birmingham Museum & Art Gallery.  Rossetti Archive S309.
Otros artistas incluyen:
- Sidonia von Bork, por Edward Burne-Jones

El archivo de Rossetti guarda gran número de imágenes de su musa.

## Ubicaciones de imágenes
Las siguientes son ubicaciones de algunas de las imágenes conservadas de Fanny Cornforth:
- D. G. Rossetti, retrato, 1859, Museo de Bellas artes, Boston
- D. G. Rossetti, dibujo, c.1860, Museo Ashmoleano, Oxford
- D. G. Rossetti, retrato, 1865, Barber Institute of Fine Arts, Birmingham
- D. G. Rossetti, retrato, 1870, Birmingham Museo y Galería de Arte
- E. Burne-Jones, retrato
- J. R. S. Stanhope, retrato
- Fotografía, Universidad de Biblioteca de Mánchester, Charles Fairfax Murray colección, MS 1282 fotografías 3
- Fotografía, Museo de Arte de Delaware, Wilmington
- Fotografías, National Portrait Gallery, Londres